# Богутичі (зупинний пункт)
Богу́тичі (біл. Багу́цічы) — пасажирський залізничний зупинний пункт Гомельського відділення Білоруської залізниці на лінії Калинковичі — Словечно між станцією Єльськ (7 км) та зупинним пунктом Забоззя (3,4 км). Розташований за 1,5 км на схід від однойменного села Богутичі Єльського району Гомельської області.

## Пасажирське сполучення
Приміське пасажирське сполучення здійснюється щоденно поїздами регіональних ліній економкласу сполученням Калинковичі — Словечно.